# Định giá dựa trên phí tổn
 Định giá dựa trên phí tổn là cách định giá cộng thêm chi phí cho hàng hóa.
Phương pháp định giá sơ đẳng nhất là cộng thêm vào phí tổn một mức lợi nhuận mục tiêu: ta có thể dùng công thức:
G = Z + m
Trong đó:
G là giá bán đơn vị sản phẩm.
Z là phí tổn cho một đơn vị sản phẩm
m là lợi nhuận mục tiêu,%, m có thể tính theo % của phí tổn hoặc % của giá bán.
Tuy nhiên phương pháp này không tính đến nhu cầu và cạnh tranh trên thị trường nên cũng còn những nhược điểm nhất định. Một cách tiếp cận khác của phương pháp định giá theo phí tổn và lợi nhuận mục tiêu là sử dụng phương pháp xác định điểm hòa vốn.